# 河野通時
河野 通時（かわの みちとき、生年不明 - 弘安4年7月29日（1281年8月14日））は、鎌倉時代中期の伊予国の武士。河野通久の子。通継の兄。通称・左衛門四郎。
嘉禎3年（1237年）に父から河野氏の本拠地である伊予国石井郷の地頭職を譲られる（なお、この時に弟の通継に同郷別名が与えられている）。ところが、通時が通久の妻と密懐（密通）したとする疑いを持たれて義絶をされてしまう。ただし、後述のように建長年間から正嘉年間にかけて御家人として鎌倉に出仕しており、一度は義絶を解かれていること、「密懐」を論ずることは当時にして相手の誹謗中傷の手段として用いられた手法であり、通時の実際の義絶の理由は不明である。
弓の達人として知られ、『吾妻鏡』建長3年正月8日条に記された鎌倉の由比ガ浜で開かれた新年の御弓始の射手および正嘉元年正月1日（元日）条に記された垸飯に参加者として登場する「河野右衛門四郎」（いずれも左衛門四郎の誤記か？）、同じく建長4年4月14日条に記された宗尊親王の将軍就任に伴う御弓始に射手として登場する「河野左衛門四郎通時」はいずれも、この通時のことと思われる。
通久の通時に対する義絶は最終的には解かれなかったらしく、文永4年（1267年）になって通久は通継に所領を譲る譲状を作成して家督を継がせた。これに対して通時はこの措置が不当であると鎌倉幕府に訴え、また通久の妻と密懐していたのは通継であるとも主張した。幕府の働きかけで文永5年7月25日（1268年9月3日）になって、石井郷内にある名8か所とそこにおいて相伝されている所従を通時のものとする内容で和与が結ばれた。ところが、通時も不満は収まらず、通時と通継から家督を譲られた通有（通時にとっては甥にあたる）の間で訴訟が再開された。そのため、文永9年12月26日（1273年1月16日）に幕府から裁許が下され、文永5年の和与を踏襲した内容の裁許状が作成され、訴訟は終結した（「正閏史料外編」所収文永9年12月26日関東裁許状）。
訴訟の終結の背景として、モンゴル帝国（元）による日本への侵攻の可能性が高まったことで、河野氏にも動員を含めた御家人役が課せられる可能性が濃厚となったことで、通時・通有の対立を緩和させ、両者を和解に向かわせたと考えられる。そして、実際に元寇が起こると、通時は通有の下で九州に派遣されることになった。そして、弘安の役において、通時は通有とともに船を率いて敵船に乗り込み、船に火を放つなどの奮戦ぶりを見せるが重傷を負い、船中にて没したとされる（良質な史料でこれを裏付けるものはないが、以降の記録に通時の活動はみられないため史実と考えられる）。
昭和6年（1931年）、正五位を追贈された。